# Seddera hadramautica
Seddera hadramautica är en vindeväxtart som beskrevs av Robert Reid Mill. Seddera hadramautica ingår i släktet Seddera och familjen vindeväxter. Inga underarter finns listade i Catalogue of Life.